# 밤 그리고 다시 (1992년 영화)
《밤 그리고 도시》(영어: Night and the City)는 미국에서 제작된 어윈 윙클러 감독의 1992년 네오누아르 범죄 드라마 영화이다. 제럴드 커시의 1938년 동명 소설을 각색하였으며, 리처드 위드마크와 진 티어니가 주연한 1950년 동명 영화의 리메이크이기도 하다. 로버트 드니로, 제시카 랭 등이 출연하였고, 제인 로즌솔 등이 제작에 참여하였다.

## 줄거리
변변찮은 뉴욕 변호사 해리는 바 복서스 주인인 필의 아내 헬렌과 불륜 중이다. 헬렌은 필과 헤어지고 본인만의 바를 여는 것이 꿈이다.
해리는 프로모터 "붐붐"이 데리고 있는 권투 선수를 고소하려다가 실패한다. 하지만 이를 통해 권투계를 엿본 해리는 전 권투 선수이며 붐붐과 사이가 나쁜 형 앨을 사업 동료로 삼아 본인도 권투 프로모터가 되고자 한다. 붐붐은 어떻게 해서든 해리가 그만두게 만들려고 하는데...

## 출연
- 로버트 드니로 - 해리 페이비언 역
- 제시카 랭 - 헬렌 내저로스 역
- 앨런 킹 - 아이라 "붐붐" 그로스먼 역
- 잭 워든 - 앨 그로스먼 역
- 클리프 고먼 - 필 내저로스 역
- 일라이 월럭 - 펙 씨, 고리대금업자 역
- 배리 프라이머스 - 토미 테슬러 역
- 마이클 배덜루코 - 일레인 바텐더 역
- 리지스 필빈 - 본인 역

## 기타 제작진
- 공동 제작: 롭 카원
- 미술: 피터 S. 라킨
- 의상: 리처드 브루노